# Classe Vincenzo Florio
La classe Vincenzo Florio è composta da due navi traghetto di tipo cruise ferry, la Vincenzo Florio e la Raffaele Rubattino, appartenenti a Moby Lines e in servizio per Tirrenia – Compagnia Italiana di Navigazione.
Entrambi i traghetti vennero costruiti alla fine degli anni '90 nel Cantiere Navale Ferrari di La Spezia ma, dopo il fallimento del costruttore, furono terminati in luoghi differenti: la Vincenzo Florio fu ultimata nel Cantiere Navale I.N.M.A. della Spezia, mentre la Raffaele Rubattino presso i Nuovi Cantieri Apuania di Marina di Carrara. Le due unità entrarono in servizio nel 1999 e nel 2000 sulla rotta Napoli-Palermo.

## Caratteristiche
Le due unità furono progettate specificamente per la tratta Napoli - Palermo, caratterizzata da un elevato traffico merci. Lunghe 180 metri e larghe 27, hanno una stazza lorda di 30.700 tonnellate di stazza. I passeggeri trasportabili sono 1470, mentre la capacità di carico può essere di 625 autovetture oppure di 2000 metri lineari di carico merci, che corrispondono a circa 140 semirimorchi. Le unità sono strutturate su dieci ponti:
- Ponte 10: Solarium e locali tecnici
- Ponte 9: 108 cabine, infermeria, plancia di comando[1]
- Ponte 8: Ristorante, due bar, self-service, cinema, negozio, area lettura, sala giochi[2]
- Ponte 7: 194 poltrone di 1ª classe, 185 cabine, reception[2]
- Ponti 5-6: Garage superiore, posti di manovra
- Ponti 3-4: Garage principale
- Ponti 1-2: Garage stivetta, apparato motore

Le operazioni di imbarco e sbarco avvengono tutte attraverso i portelloni di poppa. Una rampa permette di collegare il garage principale alla stivetta, e da un'altra si accede al garage superiore dal portellone di sinistra. I passeggeri possono sostare all'aperto verso poppa e lungo tutto il ponte 8, al contrario delle classi Bithia e Nuraghes dove è possibile sostare all'esterno solo per un breve tratto. In condizioni meteorologiche favorevoli è consentito muoversi sul ponte 10, interamente all'aperto, dove è presente una zona solarium. Le scialuppe di salvataggio sono collocate al Ponte 8 sostenute da appositi bracci meccanici. In caso di emergenza vengono calate a ridosso del ponte 6.
Nel 2011 sono state aggiunte delle controcarene laterali per le nuove normative sulla sicurezza.
Da febbraio 2024, il Raffaele Rubattino ha la livrea Moby. Sulle fiancate c'è il logo della compagnia e la balena azzurra, sul fumaiolo celeste invece è presente il logo "V-Class". Poche settimane dopo anche il Vincenzo Florio è stato riverniciato nello stesso modo anch'esso a Messina.

## Propulsione
I traghetti sono motorizzati con due motori diesel della Wärtsilä Italia. Le unità 12V46C, utilizzate in seguito anche per le altre navi della flotta, sono in grado di sviluppare una potenza totale di 25.200 kW, che permette di raggiungere la velocità di crociera di 23 nodi.

## Navi appartenenti alla classe
| Nome               | Immagine | Varo | Cantiere                                                                                            | Entrata in servizio | Rotta            |
| ------------------ | -------- | ---- | --------------------------------------------------------------------------------------------------- | ------------------- | ---------------- |
| Vincenzo Florio    |          | 1999 | Cantiere Navale Ferrari, La Spezia (iniziata) Cantiere Navale I.N.M.A, La Spezia (terminata)        | 7 ottobre 1999      | Napoli - Palermo |
| Raffaele Rubattino |          | 2000 | Cantiere Navale Ferrari, La Spezia (iniziata) Nuovi Cantieri Apuania, Marina di Carrara (terminata) | ottobre 2000        | Napoli - Palermo |

## Servizio
La Vincenzo Florio venne consegnata il 4 ottobre 1999 per poi entrare in servizio sulla rotta Napoli - Palermo il 7 ottobre 1999. Il 18 dicembre 2004 scoppiò un incendio a bordo della nave e, dopo le riparazioni, questa continuò ad operare sulla Napoli - Palermo. Tuttavia in seguito al secondo incendio del 29 maggio 2009, il traghetto rimase fermo sotto sequestro nel porto di Palermo con numerose sovrastrutture danneggiate. Per sopperire alla mancanza del traghetto sulla rotta, Tirrenia lo sostituì con la Janas, appartenente alla classe Bithia, e successivamente con un'unità tutto merci. Dopo essere stato dissequestrato e sottoposto a estesi lavori di riparazione, che comportarono anche la demolizione di parte delle sovrastrutture, il Florio rientrò in servizio il 2 maggio 2012. Attualmente opera sulla Napoli-Palermo
La Raffaele Rubattino venne introdotta nell'ottobre 2000 e da quel giorno, salvo brevi periodi di manutenzione, ha continuato a prestare giornalmente servizio sulla Napoli - Palermo. Il 3 maggio 2012, per un breve periodo, fu spostata sulla rotta Civitavecchia - Olbia. Dal 17 aprile al 3 maggio 2020, in piena pandemia di COVID-19 è rimasta in rada davanti al porto di Palermo fungendo da traghetto-quarantena a seguito del trasbordo di circa 180 migranti dalle navi umanitarie Alan Kurdi e Aita Mari, appartenenti a organizzazioni non governative. In questo periodo il traghetto viene sostituito dalla Moby Tommy sulla tratta Napoli - Palermo. Il 4 maggio 2020, dopo ben due settimane, torna al porto di Palermo per procedere con lo sbarco di tutti i migranti. Dal 15 maggio 2020 dopo un periodo di sosta per la sanificazione degli interni, la nave riprende servizio sulla Napoli - Palermo. Il 14 febbraio 2022 il traghetto rientra nei cantieri navali a Malta il 25 febbraio 2022 il traghetto ritorna normalmente in servizio sulla Napoli-Palermo.
Dal 4 gennaio 2024 la Raffaele Rubattino entra in bacino nei cantieri navali di Messina per il cambio di livrea, dopo il passaggio di proprietà a Moby. A febbraio 2024 avviene lo stesso per la gemella Vincenzo Florio.

## Incidenti
La Vincenzo Florio è stata coinvolta in numerosi incidenti:
- il 4 ottobre 1999, giorno della consegna da parte dei Cantieri Navali Ferrari, il traghetto in arrivo da La Spezia speronò nel porto di Napoli la nave da crociera battente bandiera britannica The Topaz. Quest'ultima, con a bordo 900 passeggeri, riportò uno squarcio di 20 metri sulla fiancata, mentre il traghetto Tirrenia subì alcuni danni alla prua. L'incidente fu dovuto anche al maltempo[3];
- il 18 novembre 2001, in partenza da Napoli, urtò violentemente il molo Martello a causa del forte vento grecale, riportando uno squarcio di 14 metri sulla fiancata sinistra e iniziando a imbarcare acqua. Rientrata in porto, la nave fu riparata e riprese servizio venti giorni più tardi[5][6];
- il 18 dicembre 2004, partita alle ore 21:00 da Palermo e diretta a Napoli, sarebbe dovuta arrivare a destinazione alle 7:00 del giorno seguente. Alle 23 un'avaria all'impianto elettrico provocò lo spegnimento dei motori. La nave restò così in balia del mare molto agitato. I bruschi movimenti del traghetto comportarono il ribaltamento di alcuni automezzi parcheggiati nel garage, da uno dei quali scaturì l'incendio. Il sistema antincendio riversò all'interno della stiva centinaia di tonnellate d'acqua marina che spensero il fuoco ma al contempo fecero inclinare l'imbarcazione di circa 10 gradi. La Vincenzo Florio venne raggiunta sul luogo dalla Victory prima e successivamente dalla Rubattino, ma le condizioni meteomarine ("stato 7" della scala Douglas) resero pericolosa ogni manovra di avvicinamento. Successivamente, l'equipaggio riuscì a far ripartire i motori in modo tale da poter rientrare a Palermo, dove il traghetto giunse alle 8:00 di mattina. Tutti i 471 passeggeri sbarcarono tramite le scalette dei vigili del fuoco, dato che non si poterono aprire i portelloni di poppa per via dell'inclinazione della nave[7];
- il 29 maggio 2009 alle ore 3:16 del mattino, il traghetto subì un altro incidente a circa 15 miglia al largo di Ustica in direzione di Palermo. All'interno del garage superiore della nave si sprigionò un incendio le cui cause sono ancora sconosciute. Non ci furono vittime né tra i 513 passeggeri a bordo, che abbandonarono tempestivamente la nave tramite le scialuppe di salvataggio e gli autogonfiabili, né tra i 53 membri dell'equipaggio. Una cinquantina di persone furono ricoverate in ospedale, ma nessuno riportò lesioni gravi[8]. Anche in questo caso, i sistemi antincendio riversarono nella stiva una quantità d'acqua tale da inclinare la nave su un lato. Successivamente il traghetto venne rimorchiato nel porto di Palermo e ancorato al molo per estinguere l'incendio e per le perizie. Solo il 2 giugno seguente l'incendio fu estinto e, stando ai controlli, gli organi vitali della nave non furono danneggiati.[9] La nave rimase per un lungo periodo disarmata e sotto sequestro nel porto di Palermo. La perizia consegnata nel 2011 dalla Procura di Palermo riporta la constatazione del fatto che alcune ventole del sistema antincendio della nave furono montate al contrario. Conseguentemente, parte del sistema non iniettò la schiuma antincendio all'interno dei ponti della nave durante l'azionamento dell'impianto.[10]

La gemella Raffaele Rubattino, il 29 giugno 2001 urtò violentemente contro la banchina del molo 21 del porto di Napoli causando ingenti danni. Secondo l'inchiesta della capitaneria di porto, la nave ebbe un'avaria a un'elica. Inoltre, il 10 agosto 2025 un incendio è scoppiato nella sala macchine del traghetto mentre navigava da Palermo a Napoli, a circa 15 miglia da Capri. L’incendio è stato domato senza feriti e la nave, assistita da rimorchiatori, è stata trainata verso il porto di Napoli.
L'8 novembre 2011 rimase in panne in prossimità dell'isola di Capri a causa di un guasto all'alimentazione dei motori. Venne in seguito rimorchiata nel porto di Napoli (da cui era partita).

## Origine dei nomi
I nomi di questa classe di traghetti sono dedicati a due armatori italiani dell'800. In particolare nel 1862, Vincenzo Florio firmò con il governo italiano un contratto per garantire con dei battelli a vapore il servizio postale e commerciale tra Napoli e Palermo. Raffaele Rubattino fondò nel 1838 la propria compagnia di navigazione, che a metà Ottocento si espanse al punto tale da collegare Genova con Marsiglia, Livorno, Napoli e Sardegna. Infine, Florio e Rubattino furono fondatori della Navigazione Generale Italiana nel 1881, la quale, a sua volta, fu la progenitrice della "Italia" Flotte Riunite e dal 1932, della indimenticata e storica "ITALIA" di Navigazione S.p.A., meglio conosciuta nel mondo dello shipping internazionale con il nome di "Italian Line".